# Assassin’s Creed (игра)
Assassin’s Creed (с англ. — «Кредо убийцы») — компьютерная игра в жанре action-adventure, разработанная компанией Ubisoft Montreal и изданная Ubisoft. Впервые игра была представлена на выставке X ’05, проводимой Microsoft. На E3 2006 игра была официально анонсирована для PlayStation 3 под названием Assassin’s Creed. Позже Ubisoft также заявила о выходе игры на Xbox 360 и Windows. Версия для консолей появилась в продаже в ноябре 2007 года, ПК-версия появилась в продаже 8 апреля 2008 года. Игра разрабатывалась людьми, которые участвовали в создании Prince of Persia: The Sands of Time. Музыку игры написал Йеспер Кюд.
5 февраля 2008 года ознаменовалось выходом приквела Assassin’s Creed — игры Assassin’s Creed: Altaïr’s Chronicles для Nintendo DS. 8 апреля 2008 года появилась расширенная версия Assassin’s Creed для Windows — Assassin’s Creed Director’s Cut Edition. Отличием является расширенный набор способов вести расследование.
На международной выставке Е3 в 2009 году была показана Assassin’s Creed: Bloodlines, — эксклюзивная игра для PlayStation Portable, которая является прямым продолжением первой части игры. Она распространяется как на UMD-носителях, так и через сеть PlayStation Network.
Действие игры происходит параллельно в 2012 и 1191 годах. В первом случае главным протагонистом является бармен Дезмонд Майлс, похищенный учёными корпорации «Абстерго Индастриз». При помощи аппарата под названием Анимус они пытаются восстановить фрагмент из жизни далёкого предка Дезмонда — араба Альтаира ибн Ла-Ахада, ассасина, действовавшего в эпоху Крестовых походов, — чтобы получить некую необходимую им информацию.

## Игровой процесс
Игра относится к разряду проектов с открытым миром, то есть игроку дозволяется исследовать мир в свободном порядке. Всё игровое пространство представляет собой упрощённую модель Святой земли и поделено на 7 основных частей. Это три крупных города (Дамаск, Акра и Иерусалим), замок ассасинов (Масиаф) и пространство между ними (Королевство), разбитое на две части, а также цитадель Арсуф, локация возле Акры, которая открывается игроку в 6-м блоке памяти. Королевство представляет собой достаточно обширные площади между гор с небольшими поселениями местных жителей и лагерями крестоносцев. По территории королевства игрок волен передвигаться как пешком, так и на лошади. Почти все солдаты, которых он встречает, — враги Альтаира и Братства. Если привлекать к себе внимание, они могут узнать ассасина и попытаться убить. Масиаф — первое поселение, показываемое в игре. Оно построено на горе, и каждая следующая его улица располагается выше предыдущей. На самом пике стоит замок Братства, окружённый мощными стенами. В этой деревне игрок может приноровиться к городскому способу передвижения в игре — в стиле паркур, а также узнаёт основы расследования и выполнит своё первое после понижения в ранге задание — найти предателя среди жителей Масиафа.
Очень важной частью игры являются расследования и сопряжённая с ними необходимость слиться с толпой. Каждый раз, попадая в большой город, Альтаир должен как следует осмотреться и найти Бюро ассасинов. Глава Бюро расскажет ему о его будущей жертве и подскажет, где искать людей, которые владеют полезной информацией, без которой не продолжится расследование и не откроется возможность убийства цели. Сбор информации сводится к нескольким мини-играм. Так, можно проследить за проповедником, чтобы после с пристрастием его допросить; подслушать разговор на улице; украсть нужный предмет из сумки на поясе жертвы; выполнить просьбу информатора. Встречаются задания по разрушению торговых прилавков, на которые по тем или иным причинам укажет информатор. Для выполнения такого задания необходимо толкнуть какого-нибудь человека на прилавок, что всегда провоцирует находящихся рядом стражников на нападение. Наконец, иногда необходимо просто устранить лучников на крышах или представляющих опасность людей, на время собрать некоторое количество флагов и т. д. Всё это необходимо проделать незаметно для посторонних глаз, иначе предстоит сражаться со стражей, убегать и прятаться, после чего предпринимать попытку снова.
Разработчики называют Assassin’s Creed «социальным стелс-экшеном». В игре очень важную роль играет толпа, которая может стать как преградой, так и подмогой. Игрок может, почти не привлекая внимания, смешиваться с толпами людей, но стоит ему повести себя вызывающе — и волна возмущения прокатится по улице, Альтаира станут искать стражники. После совершения игроком убийства толпа с криками разбегается, хотя, если убить врага незаметно, народ, наоборот, соберётся поглазеть. В бегущем человеческом потоке убийце легче скрыться от погони. При этом надо обязательно использовать элементы управления, чтобы расталкивать бегущих, иначе Альтаир может потерять равновесие, споткнуться или упасть на землю.

### Боевая система
Сражения в игре происходят в реальном времени, необходимо лишь «захватить цель» и выхватить меч. Конечно, гораздо лучше совершить незаметное убийство, но после удачного покушения с солдатами всё равно придётся иметь дело. В Ubisoft создали достаточно простую боевую систему, которая благодаря разнообразной и качественной анимации, а также кинематографической работе камеры выглядит эффектно и жестоко. Бои всегда проходят на мечах, и Альтаир волен делать выпады, ставить блок и контратаковать. Первые два действия вполне могут принести пользу против небольшого количества врагов. Контратаки, в свою очередь, являются краеугольным камнем игры и самым красочным способом убийства. Впрочем, как только игрок научится их правильно использовать, сражения перестают быть по-прежнему увлекательными, поэтому сложность добавляется количеством и опытом соперников. От игрока требуется выждать в блоке удобного момента и контратаковать. Альтаир тоже может наносить атакующие удары, причём как слабые, так и сильные (в зависимости от длительности нажатия на клавишу), но и опытные соперники могут контратаковать. Весь бой, даже если против Альтаира стоит целая армия, представляет собой дуэль: солдаты нападают строго по одному, если ждать их атаки, однако если игрок помимо ожидания атакует сам, можно наткнуться на случайную атаку противника и не успеть её отразить. А когда опыта хватает, чтобы одновременно и атаковать противника и отражать атаки второго, выходить из захвата третьего — игра приобретает новые краски и боевая система даже с приходом опыта не становится скучной и надоедающей.

### Дополнительные задания
В Assassin’s Creed, как и во многих других проектах с открытым миром, игрок поощряется за исследование игрового мира. Так, в каждом городе и в королевстве есть определённое число спрятанных флагов. Чтобы их найти, нужно проявить внимательность и умение использовать внутриигровые навыки паркура. Примечательно, что флаги получили названия исходя из их местоположения. Например, в Акре находится армия госпитальеров, как следствие, игрок должен собрать Hospitaliers’ Flags; в занятом же мусульманами Дамаске находятся флаги сарацинов (Saracens’ Flags). Ещё одним дополнительным заданием является уничтожение 60 тамплиеров, которых можно найти по всему игровому миру. Тамплиеры знают Альтаира в лицо, поэтому не побоятся напасть первыми, как только заметят его. Тамплиеры сражаются намного лучше городской стражи, поэтому схватка даже с одним рыцарем может стать смертельно опасной для Альтаира. К более важным для прохождения сторонних заданий можно отнести исследование всех точек обзора. Обычно ими служат высокие башни, намного превышающие по высоте прочие строения и отмеченные специальным знаком на карте. Если Альтаир заберётся на такую башню, он сможет открыть участок местности и увидеть новые детали (доступные расследования и т. д.). Иным способом открыть карту нельзя, даже если обойти каждый квадратный метр. Последним дополнительным заданием является помощь жителям. В любом городе можно найти несколько граждан, которых притесняет стража. Если убить этих солдат и поговорить со спасённым человеком, то на этом месте появятся несколько горожан. Они будут помогать Альтаиру уходить от преследования, скрывая его или задерживая преследующих стражников.
В «Assassin’s Creed» нет традиционного для многих игр уровня здоровья, он заменён уровнем синхронизации Дезмонда и Альтаира. Падения с высоты, пропущенные выпады стражи, точные попадания стрел и убийства невиновных людей уменьшают синхронизацию с ДНК. Если она уменьшается до нуля, происходит десинхронизация и загружается последнее стабильное воспоминание. Также Альтаир на самом деле умел плавать, однако недоработка анимуса не позволяла ему делать это, поэтому падение в воду для него смертельно и приводит к десинхронизации. После десинхронизации игра начинается с последнего сохранения (сохранения происходят автоматически, а также при спасении жителей, нахождении флагов и т. д.). Синхронизация растёт после каждой успешно выполненной миссии. Кроме того, её можно увеличить с помощью дополнительных заданий. Каждые 15 выполненных сторонних миссий, включающих спасение жителей и открытие точек обзора, добавляют одно деление спирали ДНК. В итоге можно получить 20 делений синхронизации, выполняя все сторонние задания и проводя все расследования, и только 13, если выполнять лишь сюжетные задания.

## Сюжет
Действие игры разворачивается во времена Третьего крестового похода, а именно в 1191 году. В настоящем времени бармена Дезмонда Майлса, главного героя, похищает корпорация «Абстерго», которая с помощью Анимуса, машины для извлечения генетической памяти, хочет найти артефакт Первой Цивилизации. В курс дела Дезмонда вводят учёный Уоррен Видик и его ассистентка Люси Стиллман. Они рассказывают ему, что он является потомком ассасина Альтаира ибн-Ла-Ахада, который обнаружил артефакт, и через него хотят узнать местонахождение артефакта.
Блок памяти 1
В прошлом, предок Дезмонда Альтаир (الطائر, эт-таи́р — араб. парящий‎) вместе с ассасинами Маликом и Кадаром прибывают в Храм Соломона в Иерусалиме, чтобы не дать тамплиерам завладеть артефактом. В храме Альтаир встречает Робера де Сабле, магистра Ордена Тамплиеров, и самонадеянно пытается убить его. После неудачного покушения ассасин становится отрезан от своих соратников и выбирается из храма.
Блок памяти 2
Альтаир прибывает в город Масиаф, где располагается крепость ассасинов, к своему лидеру Аль-Муалиму (эль-муа́лим — араб. учитель‎), который был крайне разочарован провалом задания. Однако вслед за Альтаиром прибывает Малик, спасшийся из Храма, вместе с артефактом. Как выясняется, Кадар погиб, а Малик выжил, но потерял руку и привёл за собой в Масиаф тамплиеров, которые захватывают город. Альтаир помогает ассасинам спасти жителей и эвакуировать их в крепость. Тамплиеров привёл лично Робер, который требует у Аль-Муалима вернуть ему артефакт. Аль-Муалим отказывается и приказывает Альтаиру и Рауфу остановить тамплиеров. Альтаир совершает диверсию и с помощью ловушки отбрасывает от стен крепости армию Робера. После отступления Де Сабле Аль-Муалим прилюдно отчитывает Альтаира за нарушение всех правил Кредо Ассасинов в Храме Соломона, и в наказание за это пронзает кинжалом, заодно разжаловав до самого низкого ранга и лишив всего снаряжения. Чтобы снова вернуть доверие братства, Аль-Муалим дает задание найти предателя в Масиафе. Информатор ассасинов указал на местного глашатая Масуна. Именно он открыл ворота тамплиерам в Масиаф. В ходе допроса Масун указал на Джамаля, ассасина, который велел открыть ему ворота. Сам Масун был казнён Аль-Муалимом после отказа в раскаянии.
После выявления предателя Аль-Муалим приказывает Альтаиру убить Тамира, торговца из бедняцкого района Дамаска. Альтаир прибывает в Дамаск, в бюро ассасинов. Там Рафик, глава бюро, даёт разрешение на убийство Тамира. Альтаир находит свою цель на рынке, жестоко избивающего главу местного цеха, в сопровождении личной охраны. Альтаиру удаётся убить Тамира, который перед смертью выдаёт, что он поставляет оружие некоему братству.
Блок памяти 3
Альтаир снова прибывает в Масиаф, где Аль-Муалим даёт два новых задания: убить магистра госпитальеров Гарнье де Наплуза в Акре и работорговца Талала в Иерусалиме. В Акре Альтаир находит Гарнье в больнице, где он ставит свои эксперименты над больными. Альтаир также забирает жизнь Гарнье, и тот признаётся, что работал на тайное общество и размышлял насчёт свободы человеческой воли. В Иерусалиме с помощью Малика, который стал главой бюро в Иерусалиме и возненавидел Альтаира после инцидента в храме Соломона, главный герой выходит на Талала. Альтаир находит Талала, но попадает в ловушку, устроенную им и его стражей. В итоге Альтаир убивает Талала, который успевает сказать, что он поставлял рабов для некоего братства из неблагополучных слоёв общества.
Блок памяти 4
Альтаир прибывает в Масиаф, и Аль-Муалим говорит ему о том, что его жертвы состояли в Ордене Тамплиеров и подчинялись Роберу. Они хотят закончить войну между крестоносцами и сарацинами и создать новое государство на Святой Земле. Аль-Муалим даёт новые имена тех, кто должен умереть: Абу-аль-Нуквод — богатый купец в Дамаске, Маджд ад-Дин — регент Иерусалима и Вильям Монферрат — наместник Акры.
Альтаир проникает в Дамаск, во дворец Абу-аль-Нуквода, где тот устраивает пир для местной аристократии. Но празднество является ловушкой, и хозяин убивает гостей. Альтаиру удаётся убить купца. Перед смертью он признается, что хотел убить сторонников Салах ад-Дина и желал передать Дамаск тамплиерам. После Дамаска Альтаир приезжает в Иерусалим, где ему удаётся спасти одного ассасина и убить Маджд ад-Дина. Перед смертью тот говорит о том, что хотел очистить Иерусалим от скверны, дабы он стал столицей нового государства тамплиеров на Святой земле. Позже Альтаир прибывает в Акру, где в это время находился король Англии Ричард I Львиное Сердце. Альтаир становится свидетелем ссоры Вильяма и Ричарда. Вильям отправляется в свою цитадель, где Альтаир убивает его. Перед смертью Вильям признаётся, что готовил армию для свержения Ричарда и присоединения Акры к тамплиерам.
Тем временем, в настоящем, Дезмонд, при помощи кодов доступа, оставленных в лаборатории, взламывает компьютеры Видика и Люси, из которых узнаёт о том, что Люси — тайный агент ассасинов. Она связывалась с местной группой для подготовки побега Дезмонда.
Блок памяти 5
Альтаир снова прибывает в Масиаф, где Аль-Муалим показывает тот самый артефакт тамплиеров, который называет Яблоком Эдема. Оно обладает сверхъестественной силой: с его помощью Моисей раздвинул море, а Иисус превращал воду в вино и ходил по воде. Лидер ассасинов даёт Альтаиру новое задание убить Джубаира — придворного учёного египетского султана в Дамаске и Сибранда — магистра Тевтонского Ордена в Акре. В Дамаске Альтаир находит Джубаира в библиотеке, где он и его последователи сжигают все книги. Перед смертью Джубаир признаётся в том, что хотел освободить умы людей, так как книги, по его мнению, лишают их возможности самостоятельно думать и вдохновляли крестоносцев и арабов на религиозную войну. Позже Альтаир отправляется в доки Акры, и, попав на корабль Сибранда, убивает его. Перед смертью тот признаётся, что готовил флот для блокады Святой Земли.
Блок памяти 6
Альтаир опять в Масиафе. Аль-Муалим полностью восстанавливает Альтаиру его статус и возвращает всё ранее отобранное снаряжение, после чего даёт последнее задание — убить Робера де Сабле. Альтаир отправляется в Иерусалим, где получает данные о том, что жертва будет присутствовать на похоронах Маджд ад-Дина. Перед убийством Альтаир просит прощения у Малика за всё, что произошло в Храме Соломона, на что Малик ответил, что Альтаир, который сейчас стоит перед ним, совсем не тот человек, которого знал Малик, поэтому он больше не держит на него зла. Альтаир приходит на кладбище и попадает в ловушку, где с ним сталкивается сам магистр. После продолжительной драки Альтаир узнаёт о том, что вместо Сабле сражался с Марией Торпе, а сам Робер отправился в Арсуф, чтобы заключить союз между сарацинами и крестоносцами против ассасинов. Альтаир отпускает девушку, а сам отправляется к Малику.
Ассасин отправляется в Арсуф, где встречает Робера и Ричарда. Альтаир пытается доказать Ричарду, что Робер предатель, Де Сабле утверждает обратное. В итоге король решает, чтобы их рассудил Всевышний, поддержав правого в поединке. Побеждает ассасин, и Робер раскрывает истинную суть заговора: Аль-Муалим был в сговоре с тамплиерами, но предал их, чтобы ни с кем не делиться Частицей Эдема и единолично править. Он использовал братство ассасинов, чтобы уничтожить всех знавших об артефакте.
В этот момент, в настоящем, ассасины атакуют здание «Абстерго». В ходе завязавшегося боя, Видик собирается спрятать Дезмонда, но боевая группа уничтожает напавших. Видик сообщает Дезмонду, что это были последние ассасины в мире. После ухода доктора, Люси намекает Дезмонду, что она на его стороне.
Блок памяти 7
Альтаир срочно направляется в Масиаф, где на него нападают ассасины, разум которых помутнён яблоком. Но Малик, Рауф и другие несломленные убийцы помогают Альтаиру. Альтаир направляется в крепость, где сражается с Аль-Муалимом. В итоге духовный лидер убит, из его руки выпадает Яблоко, из которого появляется голограмма Земли с отмеченными точками, где предположительно хранятся другие Частицы (яблоки) Эдема.
В настоящем Дезмонд узнаёт, что «Абстерго» и Видик являются тамплиерами, а Люси — ассасином, работающим под прикрытием. Также он обнаруживает в компьютерах «Абстерго» данные о некой Лейле, работавшей до Люси у Видика и об Объекте 16, предшественнике Дезмонда, который оставил по всей лаборатории кровавые символы. В конце игры Видик сообщает Алану Риккину и высшим тамплиерам, что добыл координаты Частиц Эдема. Риккин предлагает убить Дезмонда, поскольку тот им больше не нужен, но Люси предлагает руководству оставить его на какое-то время в живых, так как он ещё может обладать полезной информацией, на что Риккин соглашается. После разговора Видик и Люси уходят, а Дезмонд начинает разглядывать кровавые символы.

## Исторические параллели

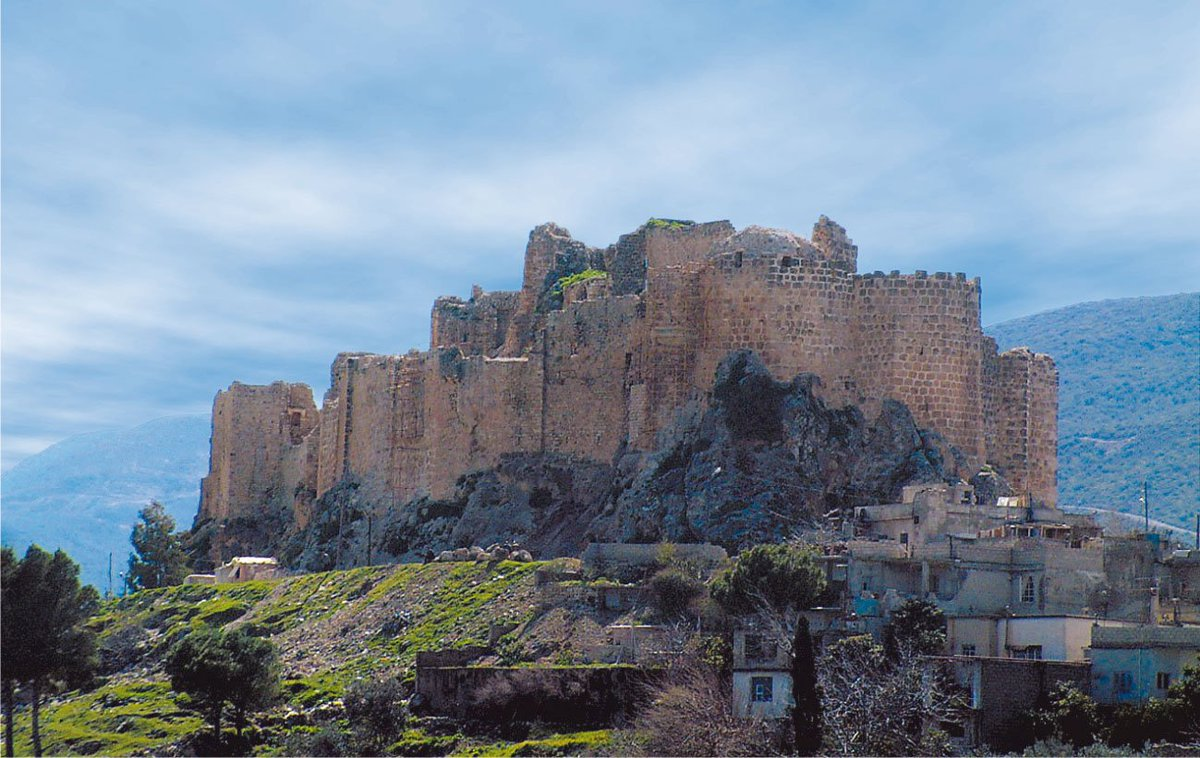
Крепость Масиаф, Сирия

Игра даёт нам возможность побывать в Масиафе, который в древние времена действительно был крепостью ассасинов. Основное же время герой проводит в трёх крупных городах, расположенных в Святой земле — Дамаске, Иерусалиме, Акре. Их архитектурный облик схож с оригинальным, при этом в Assassin’s Creed встречаются знаменитые исторические здания, например Храм Соломона.
В игре описываются времена третьего Крестового похода (1191 год). Главные цели Альтаира в каждой из миссий, а также некоторые персонажи игры списаны с реальных исторических личностей: в частности, в сюжете фигурируют король Ричард I Львиное Сердце, его наместник в Акре Уильям (Вильгельм, Гильельмо) Монферрат, магистр ордена тамплиеров Робер де Сабле, Великий магистр ордена Госпитальеров Гарнье де Наплуз, основатель Тевтонского ордена Сибранд. А глашатаи в Иерусалиме и Дамаске упоминают султана Салах ад-Дина (Саладина). По сюжету Альтаир направляется к Ричарду Львиное Сердце с вестью о том, что Робер де Сабле готовит заговор с целью свержения короля. Тот не верит ассасину и предлагает так называемое испытание поединком. Перед смертью Робер признаётся в существовании заговора, но не против короля, а внутри братства.
Игровой образ Робера де Сабле сильно отличается от реального: рыцари ордена тамплиеров сами выдвинули де Сабле на должность великого магистра за смелость и отвагу. В игре же тамплиер предстаёт алчным, хитрым и подлым.

## Director’s Cut Edition
7 февраля 2008 года Ubisoft анонсировала версию игры для персональных компьютеров, которая получила название Assassin’s Creed Director’s Cut Edition. В это издание разработчики добавили 4 новых типа расследований, чтобы разнообразить игровой процесс.
В рецензии от IGN автор назвал квесты, эксклюзивные для ПК-версии, самыми интересными. К ним относятся:
- скрытное устранение лучников на крышах за определённое время;
- гонка на время по крышам;
- миссия по сопровождению, во время которой несколько раз защитить NPC от неприятелей;
- миссия по разрушению торговых лавок[11].

При этом в рецензии от Eurogamer автор высказывает своё разочарование, потому что ждал от режиссёрской версии большего. Он отметил, что новые типы расследований немного облегчили проблему однообразия миссий, и обратил внимание на улучшение искусственного интеллекта противников. Несмотря на то, что игра поддерживает DirectX 10, он назвал режим DirectX 9 более стабильным для игры.
В марте 2008 года, за месяц до официального выпуска, в интернете была выложены полные версии игры для PC на русском и английском языках. По оценкам издателя, это сильно ударило по продажам игры: пиратские копии разошлись числом в 700 тысяч экземпляров, легальных было продано всего 40 тысяч. В результате расследования был найден неназванный работник компании-дистрибьютора, ответственный за случившиеся. В России виновные в утечке игры в интернет тоже были найдены и преданы суду.

## Разработка
К моменту окончания разработки игры над ней работало 150 человек.
«Assassin’s Creed требовалось нечто большее, чем оркестровая партитура», — говорит он. «Мы знали это с самого начала». Ubisoft обратились к композитору Йесперу Кюду с тремя ключевыми словами, которые они хотели, чтобы он употребил при создании музыки для игры: война, трагедия, мистицизм. Помимо характерной для средневековой эпохи музыки, композитору пришлось ввести больше электронного звука из-за научно-фантастической составляющей. Для создания исторической музыки Кид консультировался с профессором этномузыкологии из Калифорнийского университета в Лос-Анджелесе Эй Джей Рэйси.

## Отзывы и критика
| Сводный рейтинг       | Сводный рейтинг | Сводный рейтинг | Сводный рейтинг |
| Издание               | Оценка          | Оценка          | Оценка          |
| Издание               | PC              | PS3             | Xbox 360        |
| --------------------- | --------------- | --------------- | --------------- |
| GameRankings          | 79,87 %         | 79,30 %         | 82,92 %         |
| Metacritic            | 79              | 81              | 81              |
| Иноязычные издания    |                 |                 |                 |
| Издание               | Оценка          | Оценка          | Оценка          |
| Издание               | PC              | PS3             | Xbox 360        |
| EGM                   | N/A             | 52/100          | N/A             |
| Eurogamer             | N/A             | 7/10            | 7/10            |
| Famitsu               | N/A             | 37/40           | 37/40           |
| Game Informer         | N/A             | 9,5/10          | 9,5/10          |
| GameSpot              | N/A             | 9/10            | N/A             |
| GameSpy               | N/A             | [ 26 ]          | N/A             |
| GamesRadar+           | N/A             | [ 27 ]          | [ 27 ]          |
| IGN                   | N/A             | 7,5/10          | 7,5/10          |
| Русскоязычные издания |                 |                 |                 |
| Издание               | Оценка          | Оценка          | Оценка          |
| Издание               | PC              | PS3             | Xbox 360        |
| 3DNews                | 9/10            | N/A             | N/A             |
| Absolute Games        | 73/100          | N/A             | N/A             |
| PlayGround.ru         | 8,8/10          | N/A             | N/A             |
| «Игромания»           | 9/10            | N/A             | N/A             |

Первая реакция критиков была весьма добродушной. Зрелищная презентация игры, множественные трейлеры и фрагменты геймплея принесли Assassin’s Creed на E3 2006 большое число наград. Игра признавалась лучшей игрой выставки или лучшей игрой на PS3 (демонстрация происходила в рамках PS3-проектов) рядом ведущих игровых ресурсов.
Game Critics Award
- Лучшая Экшен/Приключенческая игра[33]

IGN
- Первое место: Лучшая Экшен Игра, Лучшая Игра Выставки для PS3, Лучшая Экшен Игра для PS3, Лучшая Графика на PS3
- Второе место: Лучшая Консольная Игра, Лучший Дизайн на PS3, PS3 Награда за Технологическое Совершенство
- Номинация: Лучшая Игра Выставки, Лучшая Графика[34]

GameSpy
- Лучшая Игра Выставки на PS3[35]

GameSpot
- Первое место: Лучшая Игра Выставки для PS3
- Второе место: Лучшая Игра Выставки, Лучший Рекламный Ролик, Лучшая Графика, Лучшая Экшен/Приключенческая Игра[36]

GameTrailers
- Первое место: Лучшая на Выставке
- Второе место: Лучший Рекламный Ролик, Самая Инновационная, Лучший Экшен/Приключение[37]

1UP
- Первое место: Лучшая игра для PS3
- Второе место: Лучшая Графика, Лучшая Игра Выставок[38]

Однако с выходом игры журналисты нашли ряд огрехов, который не позволил среднему баллу по всем рецензиям подняться выше 8 из 10. В частности, в недочёты игры записали однообразие игрового процесса: каждое из девяти убийств происходит по единой схеме, различаются только локации и сюжетные сцены. Кроме того, владельцы PS3-версии жаловались на критические ошибки в игре, приводившие к вылетам.
Игра заняла третье место в номинации «Экшен года» (2008) журнала Игромания.

### Продажи
Продажи сильно превзошли ожидания издателя. В Великобритании Assassin's Creed дебютировала на первом месте, сместив Call of Duty 4: Modern Warfare; большая часть продаж пришлась на Xbox 360, на которую пришлось 67% общих продаж. Релиз для Xbox 360 и PlayStation 3 для каждой из этих платформ получил награду платиновых продаж от Entertainment and Leisure Software Publishers Association, согласно которой игра разошлась как минимум тиражом в 300 тыс. копий в Великобритании. 16 апреля 2009 г. Ubisoft сообщила, что игра разошлась тиражом в 8 млн. копий.

## Музыка
По словам Джейд Рэймонд, продюсера Assassin’s Creed: «мы хотели, чтобы саундтрек отражал атмосферу средневековой войны, но при этом был резким и современным». Музыкальное сопровождение было написано Йеспером Кюдом в 2007 году. Шесть треков стали доступными в Интернете для тех, кто приобрел игру; людям был дан пароль для ввода в разделе саундтреков на веб-сайте Ubisoft.
| №   | Название                     | Длительность |
| --- | ---------------------------- | ------------ |
| 1.  | «City of Jerusalem»          | 3:11         |
| 2.  | «Flight Through Jerusalem»   | 3:39         |
| 3.  | «Spirit of Damascus»         | 1:31         |
| 4.  | «Trouble in Jerusalem»       | 4:04         |
| 5.  | «Acre Underworld»            | 3:24         |
| 6.  | «Access the Animus»          | 9:34         |
| 7.  | «Dunes of Death»             | 1:46         |
| 8.  | «Masyaf in Danger»           | 3:43         |
| 9.  | «Meditation Begins»          | 2:47         |
| 10. | «Meditation of the Assassin» | 3:43         |
| 11. | «The Bureau»                 | 3:12         |

## Продолжение
О том, что у игры Assassin’s Creed будет продолжение, стало известно ещё в начале 2008 года. Сюжет первой части нового игрового сериала был явно не завершён и оставлял много вопросов по поводу дальнейшей судьбы главных героев. С октября 2008 года на различных форумах и в интернет-изданиях, посвящённых игровой индустрии, стали появляться слухи о разработке игры и предполагаемом сюжете. Ubisoft подтвердила факт разработки игры, но комментариев по поводу сюжета разработчики не дали.
Официальный анонс игры состоялся 16 апреля 2009 года на страницах журнала Game Informer. Игра вышла в ноябре 2009 года на консолях и в марте 2010 на РС.